# Shotgun Wedding (filme)
Shotgun Wedding (bra: Casamento Armado) é um filme de comédia romântica estadunidense dirigido por Jason Moore com roteiro de Mark Hammer e Liz Meriwether. É estrelado por Jennifer Lopez, Josh Duhamel, Sônia Braga, Jennifer Coolidge, Lenny Kravitz e Cheech Marin. 

## Elenco
- Jennifer Lopez como Darcy Rivera
- Josh Duhamel como Tom Fowler
- Jennifer Coolidge como Carol Fowler
- Sônia Braga como Renata Ortiz
- Cheech Marin como Robert Rivera
- Callie Hernandez como Jamie Rivera
- Desmin Borges como Ricky
- D'Arcy Carden como Harriet
- Lenny Kravitz como Sean Hawkins
- Steve Coulter como Larry Fowler
- Melissa Hunter como Jeannie
- Alberto Isaac como Ace
- Selena Tan como Margy
- Alex Mallari Jr. como Dog-Face
- Tharoth Sam como Rat-Face
- María del Mar Fernández como Amanda

## Produção

### Desenvolvimento
O filme foi anunciado pela primeira vez em 29 de janeiro de 2019, sendo estrelado por Ryan Reynolds com a direção de Jason Moore de A Escolha Perfeita e o roteiro assinado por Mark Hammer ao lado de Liz Meriwether. Todd Lieberman e David Hoberman, da Mandeville Films, produziriam o filme ao lado de Reynolds por meio de sua produtora Maximum Effort. Lopez, Elaine Goldsmith-Thomas e Benny Medina se juntaram como produtores do filme pela Nuyorican Productions em outubro de 2020.

### Escolha do elenco
Em 27 de outubro de 2020, Jennifer Lopez foi escalada como a protagonista. Armie Hammer foi escolhido para substituir Reynolds, antes de desistir do projeto em janeiro de 2021 após ser envolvido em polêmicas nas redes sociais envolvendo agressão e canibalismo. Ele emitiu um comunicado dizendo:  
"Não estou respondendo a essas alegações de merda, mas à luz dos ataques online perversos e espúrios contra mim, não posso, em sã consciência, deixar meus filhos por 4 meses para fazer um filme na República Dominicana. A Lionsgate está me apoiando nisso e sou grato a eles por isso".
Em 19 de janeiro de 2021, Josh Duhamel iniciou as negociações para substituir Hammer, sendo confirmado no mês seguinte. A atriz Sônia Braga e Jennifer Coolidge também foram anunciados no elenco. Em fevereiro de 2020, Lenny Kravitz, Cheech Marin, D'Arcy Carden, Selena Tan, Desmin Borges e Alex Mallari Jr. haviam sido escalados também.

### Filmagem
As gravações foram originalmente planejadas para começar no verão de 2019, mas foram mais tarde remarcadas para 22 de fevereiro de 2021, com as filmagens ocorrendo em Boston e na República Dominicana. Lopez anunciou no Instagram que as gravações haviam sido oficialmente encerradas em 22 de abril de 2021. 

## Lançamento
Shotgun Wedding estava marcado para estrear no cinemas de todo o mundo no dia 29 de junho de 2022, mas, com a negociação feita com o Prime Video, o filme foi lançado para ir diretamente no serviço de streaming da Amazon.

## Recepção
No Rotten Tomatoes, 44% das 102 resenhas dos críticos foram positivas, com nota média de 5,1/10. O consenso do site diz: "Shotgun Wedding pode ser apenas o convite ao escapismo que os fãs de comédia romântica e os completistas de Jennifer Lopez estão procurando - mas a maioria dos outros espectadores pode responder com segurança não sem arrependimentos". O Metacritic, atribuiu ao filme uma pontuação de 46 em 100, com base em 28 avaliações, indicando "críticas mistas ou médias". 